# Phryxe pecosensis
Phryxe pecosensis là một loài ruồi trong họ Tachinidae.